# Carlos Rafael Conrado Marion-Landais Castillo
Carlos Rafael Conrado Marion-Landais Castillo (* 13. August 1940 in Santo Domingo) ist ein dominikanischer Diplomat.

## Leben
Er ist verheiratet und hat vier Kinder. 1962 schloss er ein Studium des Bauingenieurwesens und 1968 ein Studium der Pädagogik an der Universidad Autónoma de Santo Domingo ab. Er übte den Beruf des beratenden Bauingenieurs aus.
Daneben wurde er mit folgenden Aufgaben betraut: Von 1963 bis 1993 war er Mathematiklehrer an der Universidad Autónoma de Santo Domingo. Von 1986 bis 1987 war er Präsident der Dominican Oil Raffinerie. Von 1987 bis 1988 war er Staatssekretär für Industrie und Handel. Von 1989 bis 1994 war er Vizepräsident der dominikanischen Fluggesellschaft. 1972 war er Gründungsmitglied des Santo Domingo Institute of Technology, das er von 1990 bis 1993 als Rektor leitete. Von 1995 bis 1996 hatte er einen Auftrag als Berater des Ministeriums für Bildung, Kunst und Kult. Von 1999 bis 2003 war er General Manager für den Bau von Grundschulen. Er war Gründungsmitglied, Präsident und Mitglied des Verwaltungsrats der San José Stiftung, die sich für Arme und die Entwicklung von Bauernfamilien engagiert.
Er spricht Englisch, Deutsch, Französisch, Italienisch und Portugiesisch.